# Singida
Singida – miasto w środkowej Tanzanii, na północny zachód od Dodomy, ośrodek administracyjny regionu Singida. Około 120 tys. mieszkańców.